# Pachygnatha africana
Pachygnatha africana är en spindelart som beskrevs av Embrik Strand 1906. Pachygnatha africana ingår i släktet Pachygnatha och familjen käkspindlar.
Artens utbredningsområde är Etiopien. Inga underarter finns listade i Catalogue of Life.